# Knipowitschia longecaudata
Knipowitschia longecaudata är en fiskart som först beskrevs av Kessler, 1877.  Knipowitschia longecaudata ingår i släktet Knipowitschia och familjen smörbultsfiskar. IUCN kategoriserar arten globalt som livskraftig. Inga underarter finns listade i Catalogue of Life.